# Stephen Stewart
Stephen Stewart, född den 7 mars 1978 i Sydney i Australien, är en australisk roddare.
Han tog OS-brons i åtta med styrman i samband med de olympiska roddtävlingarna 2004 i Aten.